# Brouwerij Facon (Gent)
Brouwerij Facon is een voormalige brouwerij te Gent en was actief tot 1969. 

## Bieren[1]
- Barton Extra Stout
- Castle Ale
- Extra
- Facon & Co's Extra Stout
- Facon Extra Stout
- Facon Pils
- Facon Speciaal Speciale
- Facon's Ale
- Facon's Bruin
- Facon's Extra
- Facon's Extra Stout
- Facon's Original Stout
- Facon's Oudenaards
- Facon's Pale Ale
- Facon's Saison
- Facon's Seve
- Mild Ale Facon
- Oude Seve / Vieille Seve
- Oudenaards
- Saison
- Soeciaal / Speciale
- Special Castle Ale
- The Vineyard M.D. Extra Stout